# Шевцов Олексій Олександрович
Олексі́й Олекса́ндрович  Шевцо́в — майор Збройних сил України, учасник російсько-української війни. Відзначився у ході російського вторгнення в Україну.

## Нагороди
- орден «За мужність» III ступеня (2022) — за особисту мужність під час виконання бойових завдань, самовіддані дії, виявлені у захисті державного суверенітету та територіальної цілісності України, вірність військовій присязі.